# ウィル デス・トラップII
『ウィル デス・トラップII』は、1985年にスクウェアから発売されたアドベンチャーゲームである。ディレクターは坂口博信が担当している。

## 概要
1984年の『デス・トラップ』のパート2であるが、ハードボイルドなスパイ物だった前作とは打って変わり、美少女アンドロイドがヒロインとして登場するアニメ絵のSFにジャンル転換しており、主人公の名前が同じである点を除けばほとんど別物である。
タイトル画面で登場するヒロイン「アイシャ」が瞬きをするのが、当時としては画期的な「アニメーション」として話題になった 。また、ストーリー進行には全く関係のない隠れキャラクターがゲーム中各所に隠されているのも特徴。

## ストーリー
マイアミで休暇を取っていたリチャード・ベンソンの元に緊急指令が届いた。南太平洋に浮かぶ孤島・トリニア島に潜伏するハワードなる人物から、ワシントンの大統領専用回線に人類抹殺を宣言するメッセージが届けられたのだ。NASAの調査でトリニア島の地下には、人類を絶滅させうるだけの核兵器が貯蔵されている事が判明。ハワードの狂気を阻止するためにベンソンはトリニア島へ向かう。